# Rhaphidophora foeda
Rhaphidophora foeda är en insektsart som beskrevs av Brunner von Wattenwyl 1888. Rhaphidophora foeda ingår i släktet Rhaphidophora och familjen grottvårtbitare. Inga underarter finns listade i Catalogue of Life.